# تقييد طبي

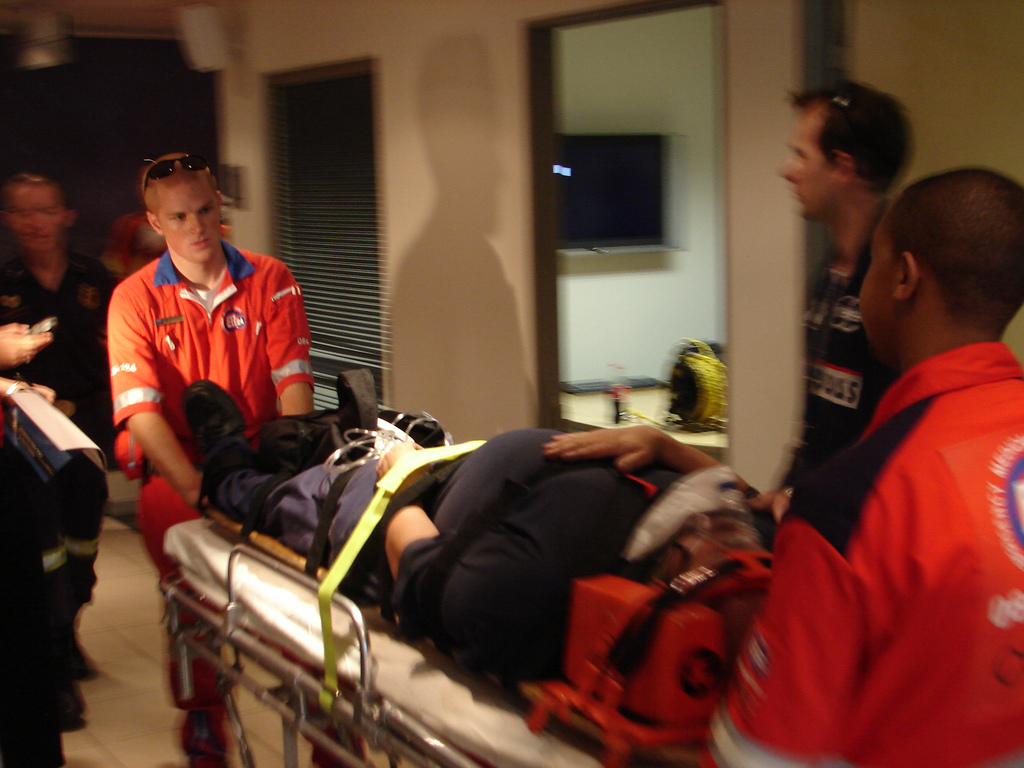
تقييد مريض

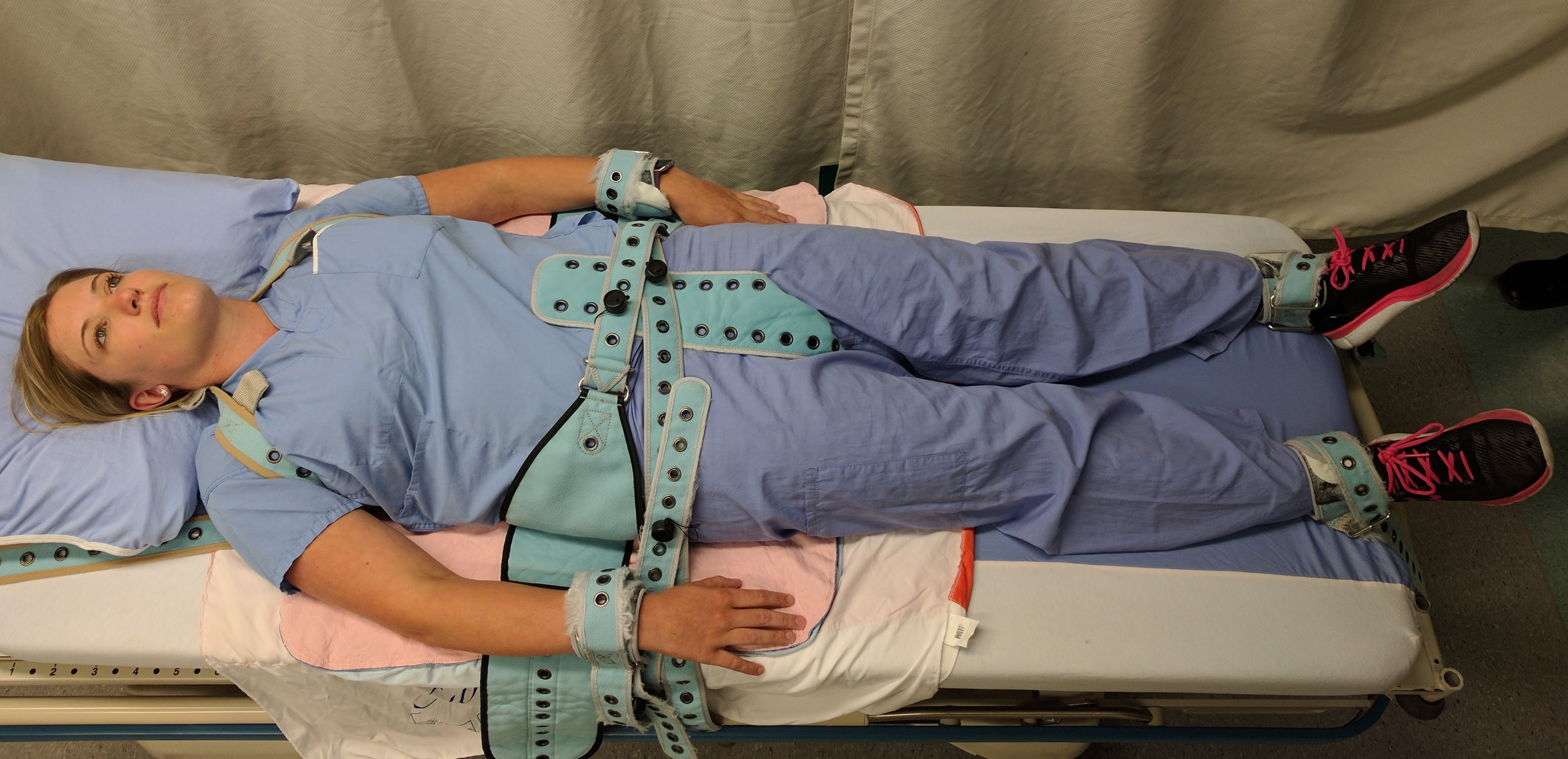
مثال على شخص مقيد طبيا

التقييد الطبي هي القيود المادية المستخدمة خلال بعض الإجراءات الطبية لتقييد وشل حركية المرضى الذين يعانون من الألم مما قد يؤدي لإصابتهم أو إصابة الآخرين.

## الأسس والأسباب
توجد العديد من القيود الطبية الخفيفة المستعملة على نطاق واسع لضبط أمان المرضى. على سبيل المثال، يعتبر استخدام قضبان السرير أمرًا روتينيًا في العديد من المستشفيات ومرافق الرعاية، حيث يمنع التقييد المرضى من الانزلاق من الفراش عن طريق الخطأ. في حين كثيرا ما يرتدي المولودون حديثا قفازات لمنع الخدش العرضي. أما في حالة مستخدمي الكراسي المتحركة فتستخدم لهم الأحزمة أو الصواني لمنعهم من السقوط على الكراسي.
لا يؤدي استخدام هذه الأنواع من القيود عند الضرورة إلى المسؤولية القانونية عن الإصابات الناجمة عنها.
فالتقييد يحفظ أخلاقياً وقانونياً سلامة الشخص. على سبيل المثال، يجب التحقق من الشخص الذي يتم وضعه في غرفة آمنة على فترات منتظمة للحصول على مؤشرات سلامته. وعلى الطرف الآخر، يجب مراقبة الشخص الذي يتم تقديمه بشكل شبه واعي عن طريق التخدير الدوائي (أو الكيميائي) بشكل مستمر من قبل فرد مدرب جيداً ومكرس لحماية السلامة البدنية والطبية للشخص المضبط. إذ قد يؤدي عدم مراقبة فرد مقيَّد بشكل صحيح إلى مقاضاة جنائية ومدنية، وفقًا للتشريع القضائية.

## الآثار السلبية
خلال العقد الماضي، كانت هناك أدلة ومنشورات متزايدة تدعم فكرة وجود بيئة خالية من القيود بسبب آثارها المتناقضة والخطرة على الصحة النفسية والجسدية. ويرجع ذلك إلى النتائج السلبية المرتبطة باستخدام التقييد، والتي تشمل: إمكانية السقوط والإصابات، اختلال الدورة الدموية، التبول، محاولات التنصل، العزلة الاجتماعية وأحيانا الموت.
في عام 1992 قدرت إدارة الغذاء والدواء الأمريكية (FDA) أن الاستخدام الغير السليم للقيود يؤدي إلى 100 حالة وفاة على الأقل كل عام، معظمها عن طريق الخنق. ولاحظت الإدارة كذلك من خلال تقاريرها وجود إصابات بما في ذلك كسور في العظام والحروق بسبب الاستخدام الغير السليم للقيود. بالإضافة إلى ذلك وفي بعض الأحيان في اليابان يتم الاحتفاظ بالقيود الطبية في مستشفيات الأمراض النفسية على المرضى لمدة أسابيع وأشهر، حيث يُعتقد أنها تسببت في وفاة العديد من الأشخاص بسبب تجلط الأوردة العميقة والانسداد الرئوي. 

## القوانين المطبقة

### الولايات المتحدة
يتطلب قانون الولايات المتحدة استخدام معظم القيود الطبية شهادة من الطبيب يمكن تجديدها عند انتهاء صلاحيتها إذا لزم الأمر، إذ أن الشهادة لاتكون صالحة إلا لمدة أقصاها 24 ساعة فقط.